# Kloof

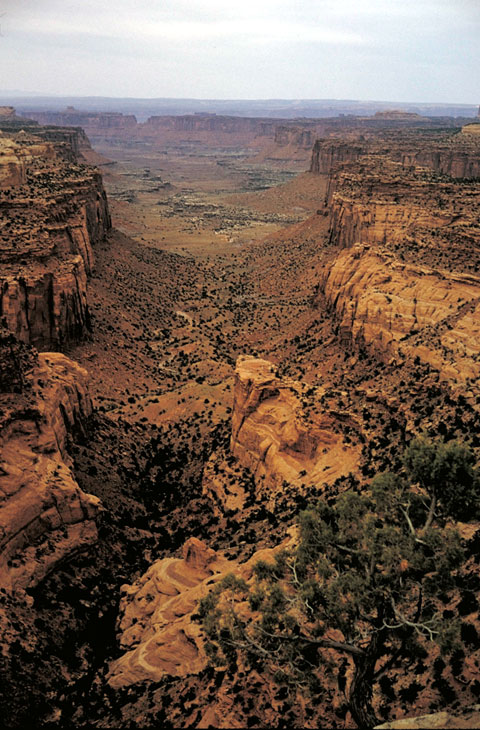
Canyonlands National Park, Utah

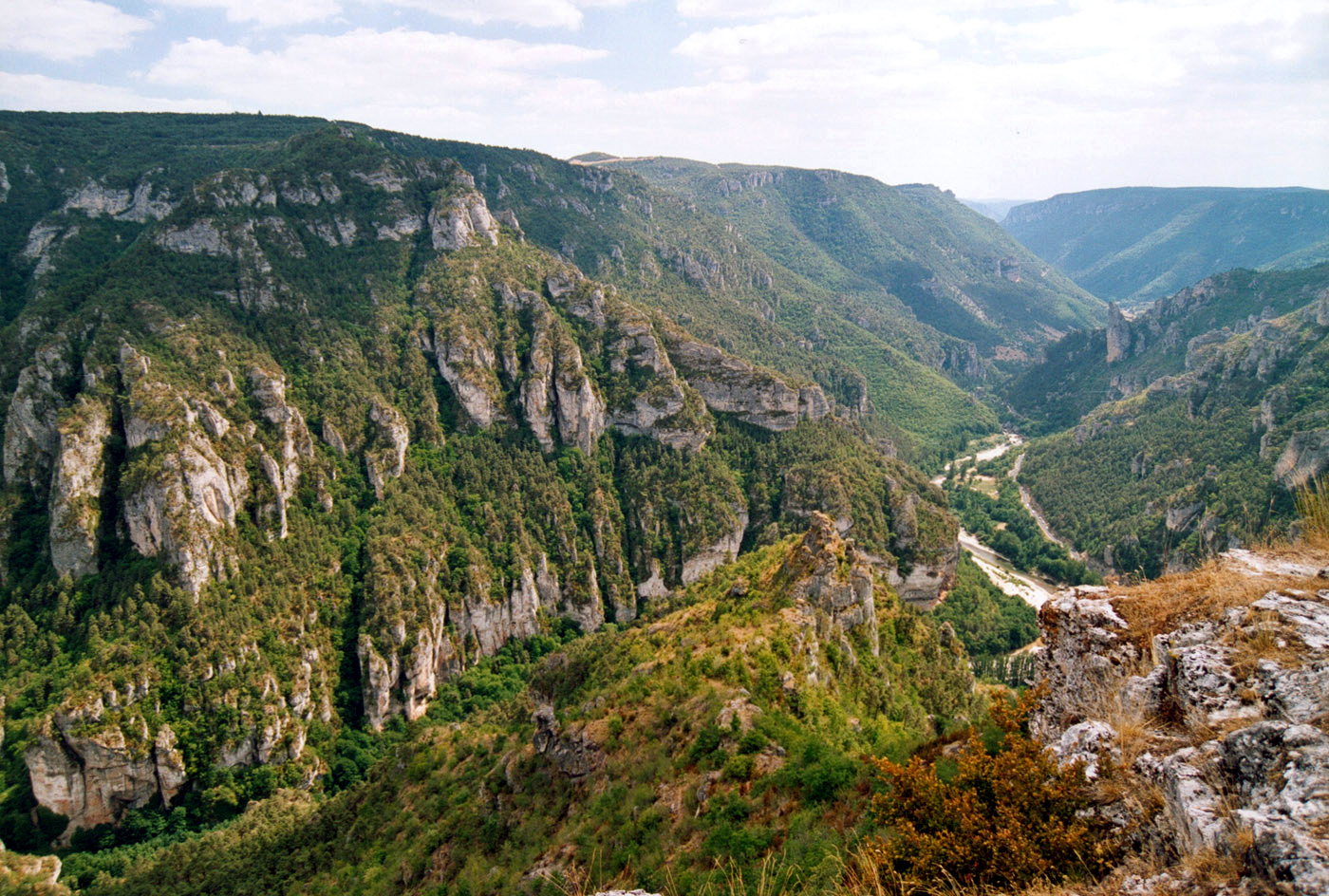
Gorges du Tarn

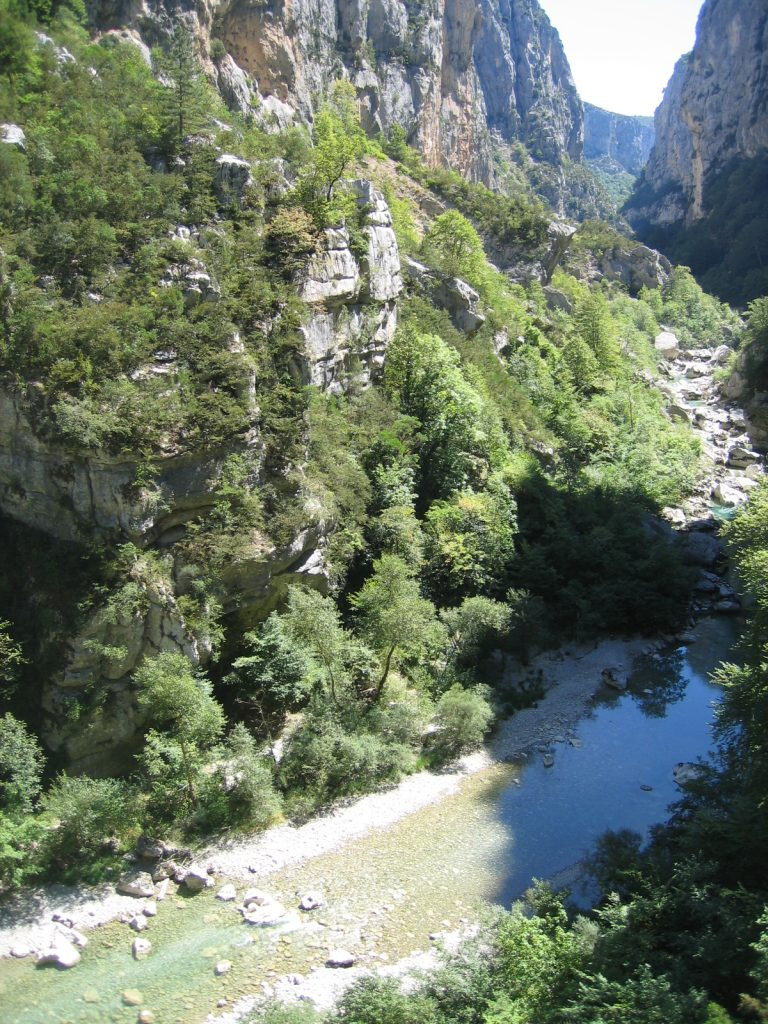
Gorges du Verdon

De Grand Canyon

Een kloof  of een ravijn is een door erosie diep uitgesleten rivierdal met steile (rots)wanden. Grote kloven worden vaak met de term cañon (Engels canyon) aangeduid.
Een kloof leent zich uitstekend voor de bouw van stuwdammen en vormt vaak de enige route door een gebergte, waardoor een kloof van groot strategisch belang kan zijn.
De vier langste kloven ter wereld zijn:
- Grand Canyon van Groenland. Deze onder ijs bedolven kloof is 750 kilometer lang en overtreft daarmee alle andere kloven op aarde met meer dan 250 kilometer in lengte.
- Yarlung Tsangpo kloof in Tibet, met een lengte van 496,3 km en een maximale diepte van 5382 meter
- Grand Canyon (Colorado) in de Verenigde Staten
- Fish River Canyon (Namibië)

Kloven worden ook op andere hemellichamen dan de aarde gevonden. Opvallend zijn de enorm diepe kloven, van 20 km diepte, op de kleine maan Miranda die een diameter heeft van gemiddeld slechts 471 km.

## Lijst van kloven

### Kloven inAfrika

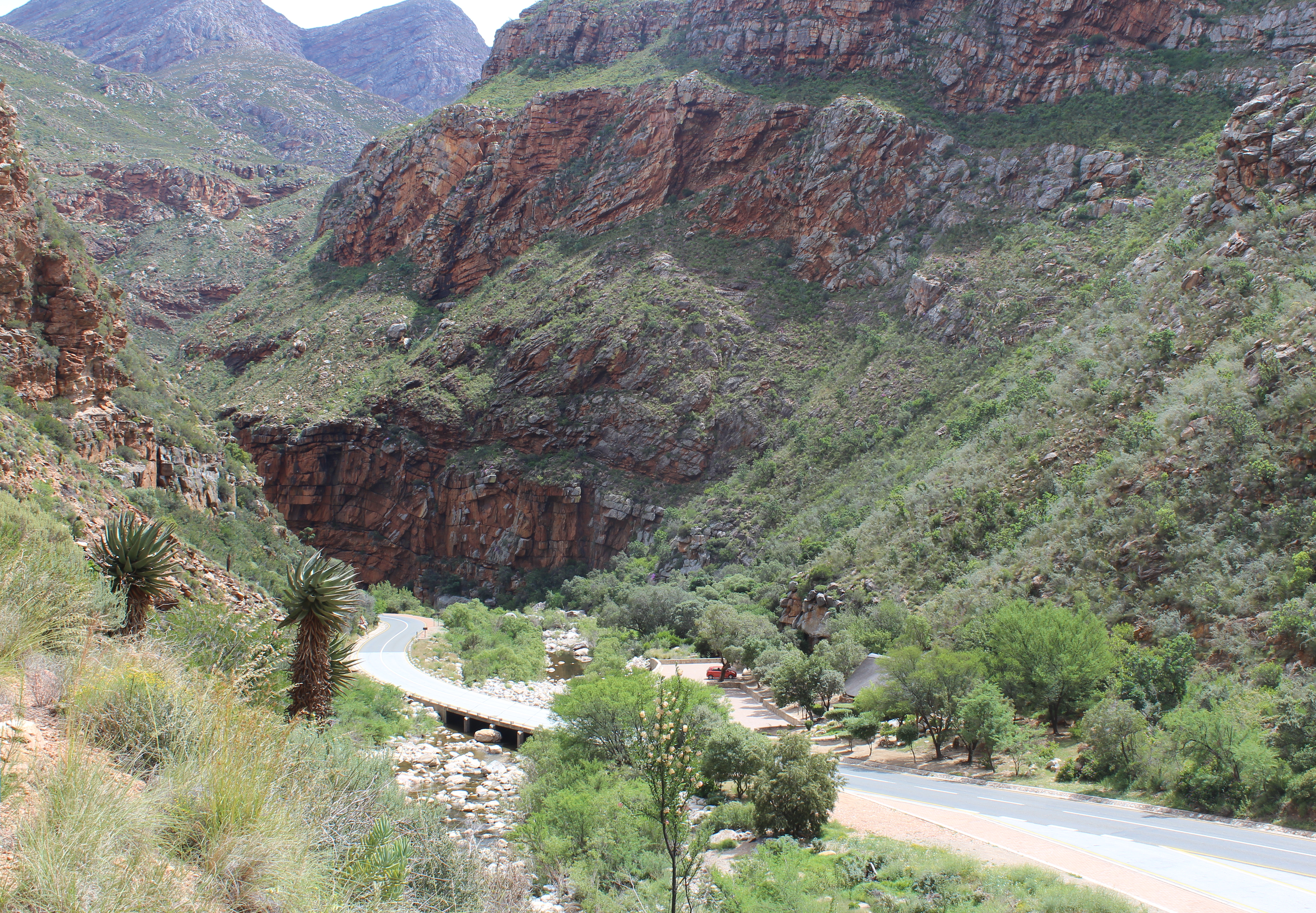
De N12 in de Meiringspoort (Zuid-Afrika)

- Blyderivierspoort, Zuid-Afrika
- Fish River Canyon, Namibië
- Meiringspoort, Zuid-Afrika

### Kloven inAustralië
- Katherine Gorge, gelegen in Nationaal park Nitmiluk
- Kings Canyon, gelegen in het Nationaal Park Watarrka

### Kloven inBelgië
- Fondry des Chiens

### Kloven inDuitsland
- Margarethenschlucht (Neckargerach)
- Marienschlucht (Allensbach am Bodensee)
- Schnittlinger Loch (bei Spalt, Mittelfranken)
- Wolfschlucht (Zwingenberg)
- Wolfsschlucht (am Hockstein, Elbsandsteingebirge)
- Wutachschlucht (Wutach, Schwarzwald)
- Bodetal (bei Thale im Harz)

### Kloven inEngeland
- Cheddar Gorge

### Kloven inFrankrijk
- Gorges du Tarn
- Gorges de la Jonte
- Gorges du Verdon
- Gorges de l'Ardèche
- Gorges du Chambon
- Gorges de Galamus
- Gorges de l'Oignin
- Gorges du Fier
- Gorges de la Bourne
- Gorges de l'Aveyron et de la Grésigne
- Gorges de l'Hérault
- Gorges de la Vis
- Gorges du Pont-du-Diable
- Gorges de la Cèze
- Gorges de Pankissi
- Gorges d'Héric
- Gorges d'Olduvai
- Gorges du Loup
- Gorges du Cians
- Gorges de la Nesque
- Gorges de Colombières
- Gorges du Tapoul
- Gorges de la Dourbie
- Gorges du Trèvézel
- Gorges de la Frau
- Gorges de la Fou
- Gorges de Kakouetta
- Gorges de la Vingeanne
- Gorges de Langouette
- Gorges de la Méouge
- Gorges du Cians
- Gorges du Régalon
- Gorges de la Diosaz
- Gorges du Fier

### Kloven inGeorgië
- Darjalkloof
- Kodorivallei

### Kloven inGriekenland

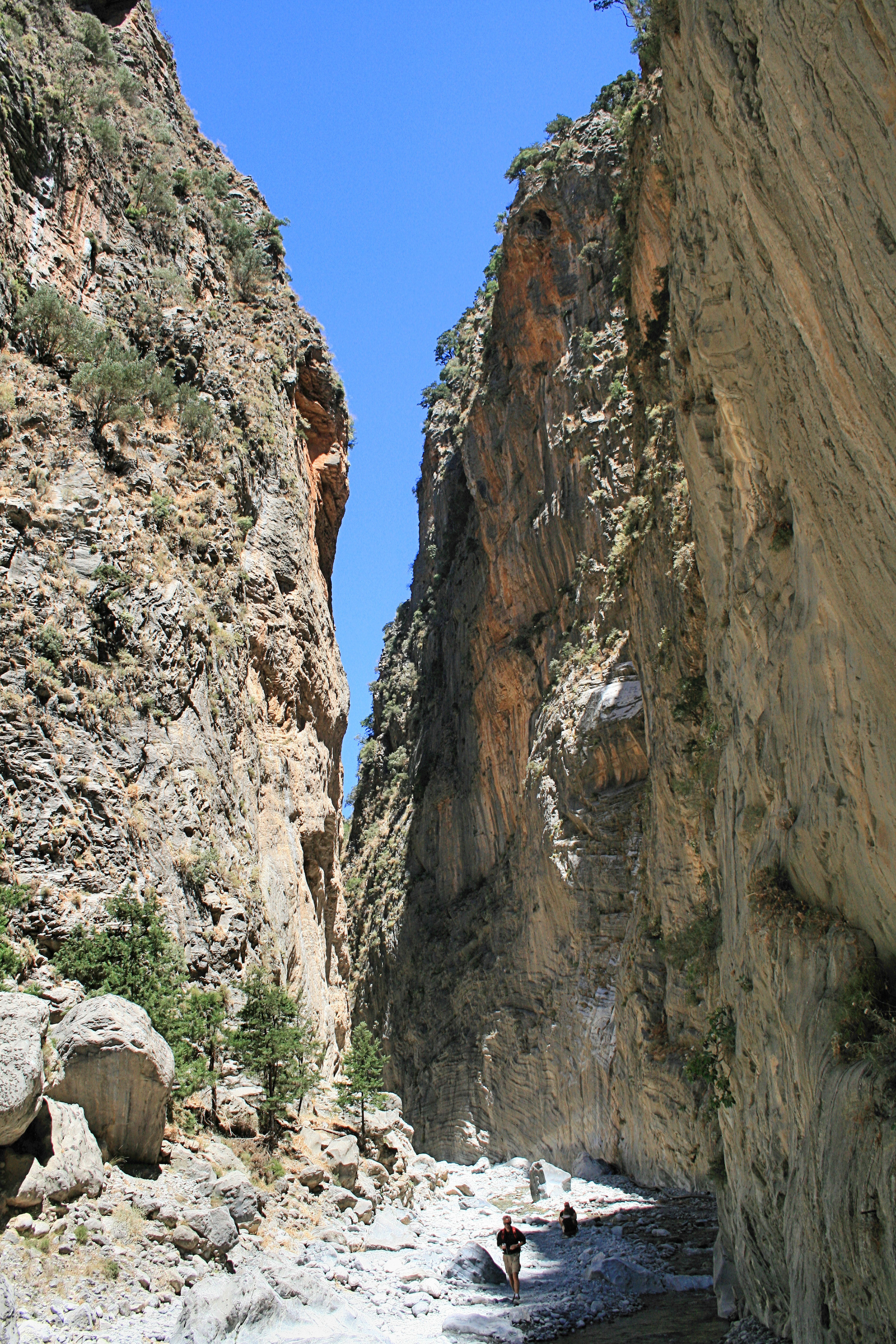
Samariakloof

- Vikoskloof
- Samariakloof
- Agia Irinikloof
- Imbroskloof
- Aradenakloof
- Diktamoskloof
- Zakroskloof*Samariakloof
- Tripitikloof
- Kourtaliotikokloof
- Kotsifoskloof
- Kritsakloof
- Zaroskloof
- Ha-kloof
- Mylikloof
- Patsoskloof
- Voriziano kloof
- Rouvas
- Polyriniakloof
- Lissoskloof
- Chochlakieskloof

### Kloven inMexico
- Koperkloof (Chihuahua)
- Cañón del Sumidero (Grijalva, Chiapas)

### Kloven inNoorwegen
- Alta-canyon in de Alta in Noord-Noorwegen.
- Måbødalen-canyon aan de westkant van de Hardangervidda.
- Jutulhogget-canyon tussen Österdalen en Rendalen. Dit is een droge riviercanyon.

### Kloven inRoemenië
- IJzeren Poort (Donau, Karpaten)

### Kloven inSlovenië
- Pokljuska soteska
- Tolminkloven
- Vintgarkloof

### Kloven inSpanje
- Desfiladero de la Hermida
- Desfiladero de Los Beyos
- Desfiladero de los Gaitanes
- Desfiladero de Terradets
- Garganta del Cares
- Tajo de Ronda
- Torrent de Pareis

### Kloven inTurkije
- Sapadere Canyon, Alanya

### Kloven of Canyons in deVerenigde Staten
- Grand Canyon
- Canyonlands
- Dead Horse Point
- Yosemite
- Glenn Canyon en Lake Powell
- Zion Narrows
- Canyon de Chelly
- Bryce canyon

### Kloven inZweden
- Sarvákloof
- Tuoptekloof

### Kloven inZwitserland
- Gorges du Trient
- Gorges de l'Areuse et le Val-de-Travers
- Gorges de l'Orbe
- Gorges de Moutier
- Gorges de Douanne
- Gorges du Durnand
- Aareschlucht (Aare, Alpen)
- Ruinaulta of Rheinschlucht (Rijn, Alpen)
- Via Mala
- Tamina-schlucht

### Andere
- Colca Canyon (Peru, Andes)
- Cotahuasi Canyon (Peru, Andes)
- Grand Canyon van Groenland
- Nationaal park Catimbau, Brazilië

beekdal · doorbraakdal · droogdal · fjord · hangend dal · kloof · reculée · ría · riftvallei · rivierdal · trogdal · V-dal · wadi